# Vectra

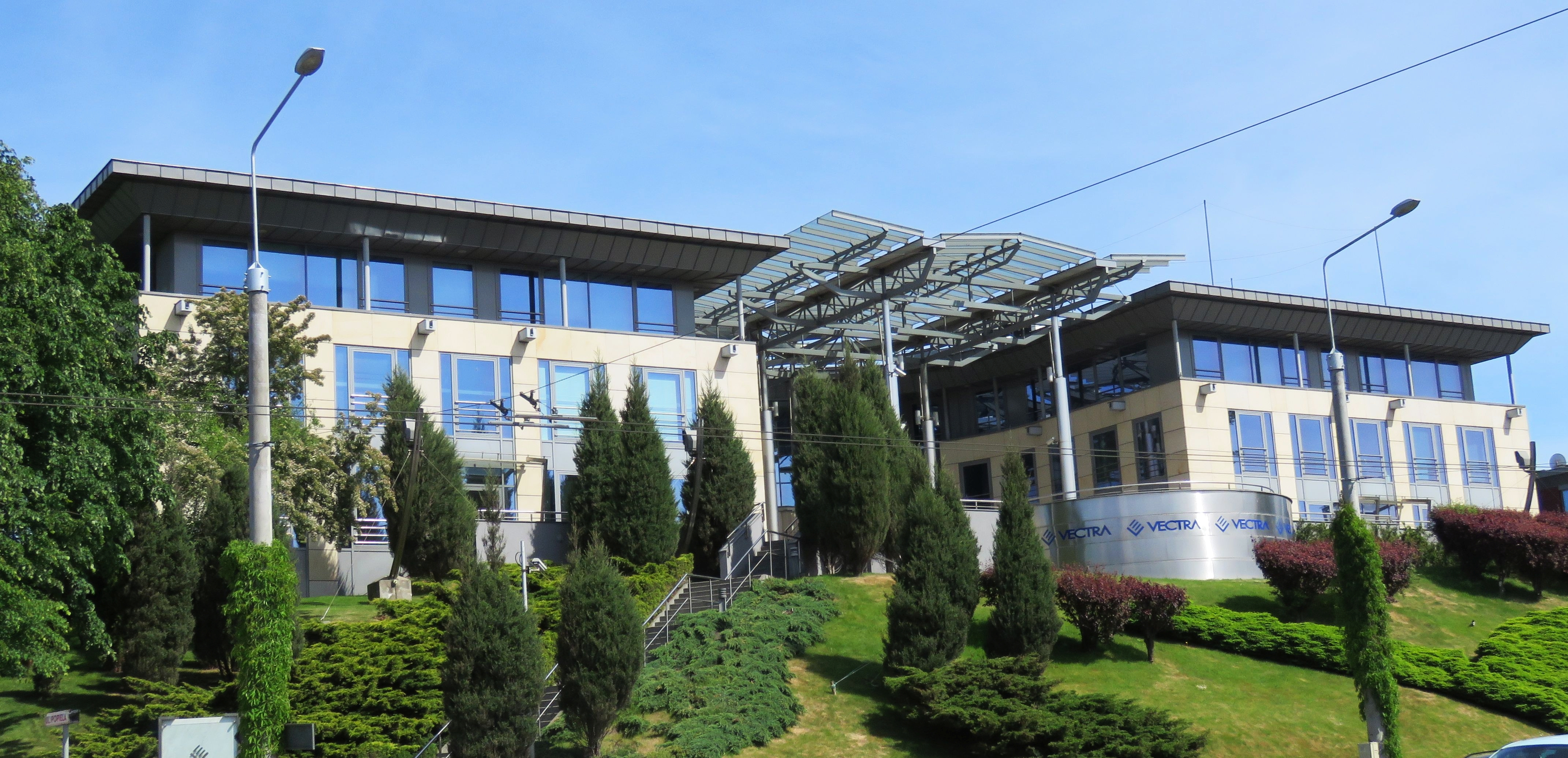

Vectra S.A. – spółka akcyjna z siedzibą w Gdyni, jeden z największych w Polsce operatorów telewizji kablowej. Oferuje swoje usługi w 439 miastach i według danych Polskiej Izby Komunikacji Elektronicznej, w 2019 posiadała ponad milion abonentów, czyli 22,3% rynku, co dawało jej drugie miejsce pośród wszystkich operatorów kablowych w Polsce.
Poza kablowym dostępem do ponad 200 cyfrowych programów TV, w tym niezależnych telewizji lokalnych, ma w swojej ofercie także szerokopasmowy dostęp do internetu stacjonarnego, do internetu mobilnego, do telefonii stacjonarnej typu VoIP oraz do telefonii komórkowej.

## Historia
Obecna Vectra SA wywodzi się ze spółki „Vectra”, która rozpoczęła działalność w 1991 w Słupsku. Do 1995 wybudowała lub przejęła istniejące sieci kablowe w Olsztynie, Wrocławiu, Elblągu i Bielsku-Białej. W 1995 firma zaczęła emitować program własnej produkcji. W kolejnych latach firma przejmowała kolejne sieci kablowe, m.in. prawie wszystkie w Słupsku, stając się w tym mieście monopolistą (1996), stargardzką TVK (2000), warszawską TVM (2001), Telewizję Kablową „Dami” z Radomia (2003, wcześniej w posiadaniu grupy Polsat) i Śląską Telewizję Kablową (2005). Po tym ostatnim przejęciu Vectra stała się drugą pod względem liczby abonentów telewizją kablową w Polsce.
W 2001 spółka uruchomiła dostęp do internetu, w 2005 telefonię VoIP, a pod koniec 2006 – telewizję cyfrową w standardzie DVB-C. W maju 2008 użytkownicy telewizji cyfrowej sieci Vectra otrzymali dostęp do kanałów wysokiej rozdzielczości. W listopadzie 2009 pojawiły się dekodery z nagrywarką. W maju 2016 r. Vectra poszerzyła swoją ofertę o usługi telefonii komórkowej, a w lutym 2019 wprowadziła telewizję w rozdzielczości 4K.
Przedsiębiorstwo było kilka razy oskarżane o praktyki monopolistyczne polegające na stosowaniu zróżnicowanych stawek abonamentów w miejscach, gdzie walczyło z konkurencją i w miejscach gdzie konkurencji nie było (tzw. dumping cenowy). Ok. 2003 po rozpatrzeniu wniosków przez Urząd Ochrony Konkurencji i Konsumentów nie dopatrzono się w działaniach spółki naruszenia prawa. W latach 2011–2012 Vectra została dwukrotnie ukarana za naruszenia prawa, polegające m.in. na braku ochrony danych użytkowników końcowych, karami finansowymi w łącznej wysokości 550 tys. zł. Trzecią karę uchylił sąd.
W sierpniu 2010 r. firma zaczęła oferować usługi mobilnego Internetu jako operator wirtualny działający w oparciu o infrastrukturę P4.
Na przełomie kwietnia i maja 2012 roku, nastąpiła modernizacja cyfrowej sieci. Celem modernizacji było zrobienie miejsca na nowe kanały w przyszłości. Okazało się, że sposobem Vectry na modernizację było umieszczenie 15 programów Standard-Definition Television w jednej paczce cyfrowej.
W styczniu 2020 r. Vectra sfinalizowała zakup 100% akcji spółki Multimedia Polska, jednocześnie stając się największym operatorem kablowym w Polsce. 2 kwietnia 2024 r. zakończył się proces łączenia działalności abonenckiej Vectry i Multimedia Polska poprzez przejęcie dotychczasowych abonentów Multimedii przez Vectrę. 

## Usługi multimedialne
- Telewizja analogowa
- Telewizja cyfrowa (DVB-C)
- Telewizja HD
- Telewizja 4K
- Internet szerokopasmowy
- Internet mobilny
- Telefonia stacjonarna
- Telefonia komórkowa
- VOD